# Пристан
Пристан — природный насыщенный терпеноидный алкан, получаемый прежде всего из жира печени акул, от которых и произошло его название (лат. pristis — «акула»). Пристан также обнаружен в минеральном масле. 
Пристан — прозрачная масляная жидкость, которая не смешивается с водой, но растворяется в диэтиловом эфире, бензоле, хлороформе и четырёххлористом углероде.

## Использование
Известно, что пристан вызывает аутоиммунные заболевания у грызунов. Поэтому он используется в исследованиях, позволяющих понять патогенез ревматоидного артрита и волчанки. 
Пристан используется в качестве смазки, масла для трансформаторов, иммунологического адъюванта и противокоррозийного агента.